# Roberts Zīle

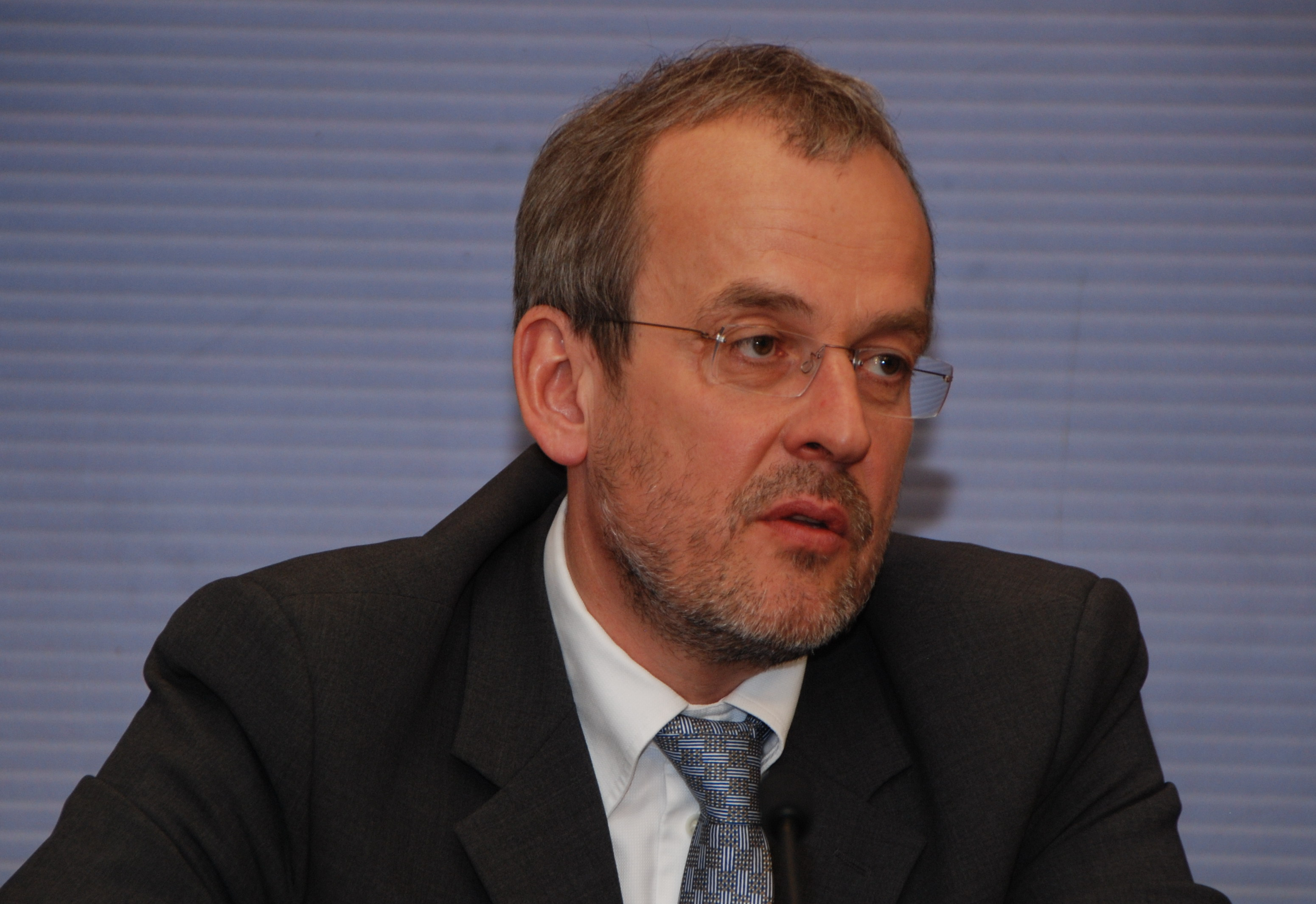
Roberts Zīle

Roberts Zīle (Riga, 20 juni 1958) is een Lets politicus en lid van het Europees Parlement voor de Letse partij Tēvzemei un Brīvībai/LNNK, fractiedeelnemer van Europese Conservatieven en Reformisten.

## Loopbaan
1. Minister van Financiën (1997-1998)
2. Staatssecretaris van Internationaal Handelsverkeer en financiële instituten (1998-2002)
3. Minister van Transport (2002-2004)